# Canton de Rieux-Volvestre
Le canton de Rieux-Volvestre est une ancienne division administrative française de l’arrondissement français de Muret, située dans le département de la Haute-Garonne et la région Midi-Pyrénées et faisait partie de la Septième circonscription de la Haute-Garonne.

## Composition
Le canton de Rieux-Volvestre regroupait 10 communes et comptait 5 246 habitants (population municipale) au 1er janvier 2010.
| Nom                      | Code Insee | Intercommunalité | Superficie (km2) | Population (dernière pop. légale) | Densité (hab./km2) |
| ------------------------ | ---------- | ---------------- | ---------------- | --------------------------------- | ------------------ |
| Bax                      | 31047      | CC du Volvestre  | 5,99             | 85 (2014)                         | 14                 |
| Gensac-sur-Garonne       | 31219      | CC du Volvestre  | 10,14            | 401 (2014)                        | 40                 |
| Goutevernisse            | 31225      | CC du Volvestre  | 4,69             | 176 (2014)                        | 38                 |
| Lacaugne                 | 31258      | CC du Volvestre  | 6,06             | 206 (2014)                        | 34                 |
| Latrape                  | 31280      | CC du Volvestre  | 19,08            | 348 (2014)                        | 18                 |
| Lavelanet-de-Comminges   | 31286      | CC du Volvestre  | 13,54            | 611 (2014)                        | 45                 |
| Mailholas                | 31312      | CC du Volvestre  | 2,94             | 37 (2014)                         | 13                 |
| Rieux-Volvestre          | 31455      | CC du Volvestre  | 32,38            | 2 581 (2014)                      | 80                 |
| Salles-sur-Garonne       | 31525      | CC du Volvestre  | 5,68             | 554 (2014)                        | 98                 |
| Saint-Julien-sur-Garonne | 31492      | CC du Volvestre  | 8,15             | 537 (2014)                        | 66                 |

## Démographie
| 1962  | 1968  | 1975  | 1982  | 1990  | 1999  | 2006  | 2011  | 2012  |
| ----- | ----- | ----- | ----- | ----- | ----- | ----- | ----- | ----- |
| 3 255 | 3 131 | 2 996 | 3 132 | 3 533 | 3 950 | 4 815 | 5 344 | 5 420 |

## Représentation

### Conseillers généraux de 1833 à 2015
| Période | Période          | Identité                                         | Étiquette   | Qualité                                                                             |
| ------- | ---------------- | ------------------------------------------------ | ----------- | ----------------------------------------------------------------------------------- |
| 1833    | 1852 (démission) | Jean Pierre Paul François Eliacin Cazeing-Lafont |             | Propriétaire à Rieux                                                                |
| 1852    | 1878 (démission) | Joseph Gleizes                                   |             | Colonel du génie, maire de Lavelanet-de-Comminges                                   |
| 1878    | 1880             | Paul Emile Palenc                                | Droite      | Propriétaire à Rieux                                                                |
| 1880    | 1884 (démission) | Maurice Chaurou                                  | Républicain | Propriétaire, suppléant du juge de paix, maire de Rieux                             |
| 1884    | 1886             | Paul Lozès                                       | Républicain | Docteur en médecine à Rieux, conseiller d'arrondissement                            |
| 1886    | 1891 (démission) | Paul Emile Palenc                                | Droite      | Propriétaire à Rieux                                                                |
| 1891    | 1892             | Bernard Clavet                                   |             | Ancien militaire Propriétaire à Rieux, conseiller d'arrondissement                  |
| 1892    | 1904             | Théodore Cibiel                                  | Républicain | Propriétaire, maire de Latrape                                                      |
| 1904    | 1919             | Louis Palenc                                     |             | Notaire à Rieux, conseiller d'arrondissement                                        |
| 1919    | 1940             | Henri de Lapasse                                 | RG          | Médecin à Rieux, conseiller d'arrondissement nommé conseiller départemental en 1943 |
|         |                  |                                                  |             |                                                                                     |
| 1945    | 1967             | Mathieu Lacombe (1896-1984)                      | SFIO        | Maire de Rieux                                                                      |
| 1967    | 1973             | Paul Oziouls-Toulouse (1921-2012)                | DVD         | Notaire, ancien résistant Maire de Rieux                                            |
| 1973    | 2011             | Adolphe Ruquet                                   | PS          | Directeur de collège Maire de Rieux-Volvestre (de 1971 à 2008)                      |
| 2011    | 2015             | Maryse Vézat-Baronia                             | PS          | Enseignante Maire de Rieux-Volvestre (depuis 2008)                                  |

### Conseillers d'arrondissement (de 1833 à 1940)
| Période                                  | Période          | Identité         | Étiquette                | Qualité |
| ---------------------------------------- | ---------------- | ---------------- | ------------------------ | --- |
| 1833                                     | 1848             | M. de Labouglie  |                          | Notaire, maire de Rieux                                                                                     |
|                                          |                  |                  |                          | |
| 1877                                     |                  | M. Descuns       |                          | Notaire à Rieux                                                                                             |
|                                          | 1884             | Paul Lozès       | Républicain              | Docteur en médecine à Rieux                                                                                 |
| 1884                                     | 1889             | Rose-Paul Palenc | Droite                   | Propriétaire à Rieux                                                                                        |
| 1889                                     | 1891 (démission) | Bernard Clavet   | Républicain              | Ancien militaire, propriétaire à Rieux                                                                      |
| 1891                                     | 19..             | Louis Palenc     | Républicain opportuniste | Notaire, propriétaire à Rieux, suppléant du juge de paix                                                    |
|                                          |                  |                  |                          | |
|                                          | 1919             | Henri de Lapasse | Droite                   | Médecin, propriétaire à Rieux                                                                               |
| 1919                                     | 1925             | M. Auguères      |                          | Maire de Saint-Julien-sur-Garonne                                                                           |
| 1925                                     | 1931             | M. Hugonnet      | Radical                  | |
| 1931                                     | 1940             | Ernest Lafage    | SFIO                     | Propriétaire à Salles-sur-Garonne                                                                           |
| 1940                                     |                  |                  |                          | Les conseils d'arrondissement ont été suspendus par la loi du 12 octobre 1940 et n'ont jamais été réactivés |
| Les données manquantes sont à compléter. |                  |                  |                          | |